# Hugo Dingler
Hugo Dingler, född 7 juli 1881 i München, död 29 juni 1954 i München, var en tysk filosof och matematiker.
Dingler var professor i München och därefter i Darmstadt, men blev avsatt under nazistregimen. Han är främst känd genom sin kritik av Albert Einsteins relativitetsteori, mot vilken han på filosofiska grunder fasthöll oumbärligheten av den klassiska mekaniken och den euklidiska geometrin. Bland Dinglers verk märks Grundlinien einer Kritik und exakten Theorie der Wissenschaften, insbesonders der mathematischen (1907), Grenzen und Ziele der Wissenschaft (1910), Die Grundlagen der Physik (1919), Der Zusammenbruch der Wissenschaft (1926, 2:a upplagan 1930), Das Experiment (1928), Metaphysik als Wissenschaft vom Letzten (1929) samt Das System (1930).